# JDS Oyashio (SS-511)
Oyashio (SS-511) là một tàu ngầm thuộc biên chế của Lực lượng Phòng vệ Biển Nhật Bản (JMSDF), được đặt tên theo Hải lưu Oyashio, một hải lưu lạnh dưới bắc cực, nó chuyển động về phía nam và xoay ngược chiều kim đồng hồ ở miền tây của bắc Thái Bình Dương. Nó tiếp giáp với hải lưu Kuroshio ở bờ biển phía đông của Nhật Bản và tạo ra hải lưu bắc Thái Bình Dương (hay dòng chảy).

## Phát triển
Sau việc mượn tàu lớp Gato USS Mingo (SS-261) như là một mục tiêu tàu ngầm vào năm 1955, Lực lượng Phòng vệ Biển Nhật Bản đã đề xuất đóng ba loại tàu ngầm mới, với trọng tải 250, 500 và 1000 tấn. Cuối cùng chỉ có một phần ba của các lớp này được xây dựng, và trọng lượng cuối cùng đã tăng lên 1140 tấn. Đã có một đội tàu ngầm lớn hơn trước và trong suốt Chiến tranh thế giới thứ hai, người Nhật đã xây dựng không có tàu ngầm trong hơn mười năm. Do đó, JDS Oyashio được dựa trên tàu thời chiến của Hải quân Đế quốc Nhật Bản, lớp I-201 với một số đổi mới của Hoa Kỳ. Đặt lườm 25 tháng 12 năm 1957 và hạ thủy vào 25 tháng 5 năm 1959, Oyashio nhập biên chế vào 30 tháng 6 năm 1960.

## Lịch sử phục vụ
Vào ngày 1 tháng 8 năm 1962 Oyashio được giao cho Subron 1, Kure.Vào tháng 6 đến tháng 8 năm 1963 tàu viếng thăm Trân Châu Cảng. Được giao cho Subron 2, Đội tàu ngầm Submarine 1 vào ngày 1 tháng 2 năm 1965. Được chỉ định cho Đội tàu ngầm Submarine 1 vào ngày 31 tháng 3 năm 1975. Oyashio cuối cùng đã ngừng hoạt động vào ngày 30 tháng 9 năm 1976.